# Stazione di servizio
Per stazione di servizio si intende una struttura destinata al rifornimento di combustibile ed all'assistenza ai veicoli, prevalentemente a motore termico, e ai loro trasportati.

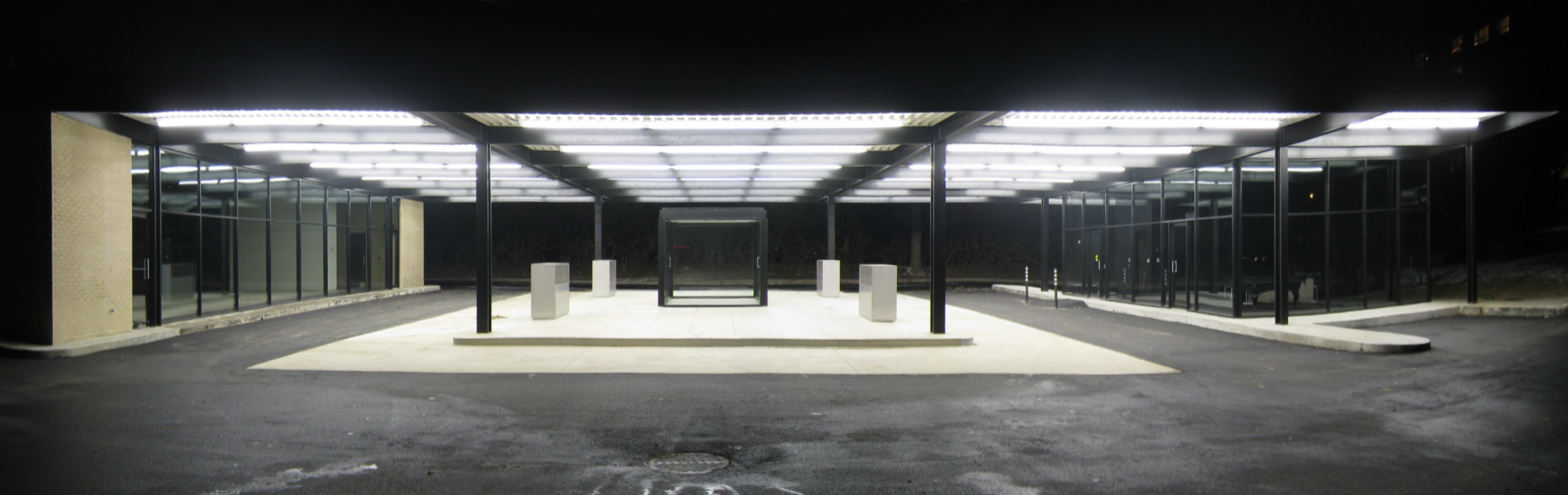
La ex stazione di servizio dell'Île des Sœurs, progettata da Ludwig Mies van der Rohe nel 1968, esempio di architettura del Movimento Moderno

## Storia

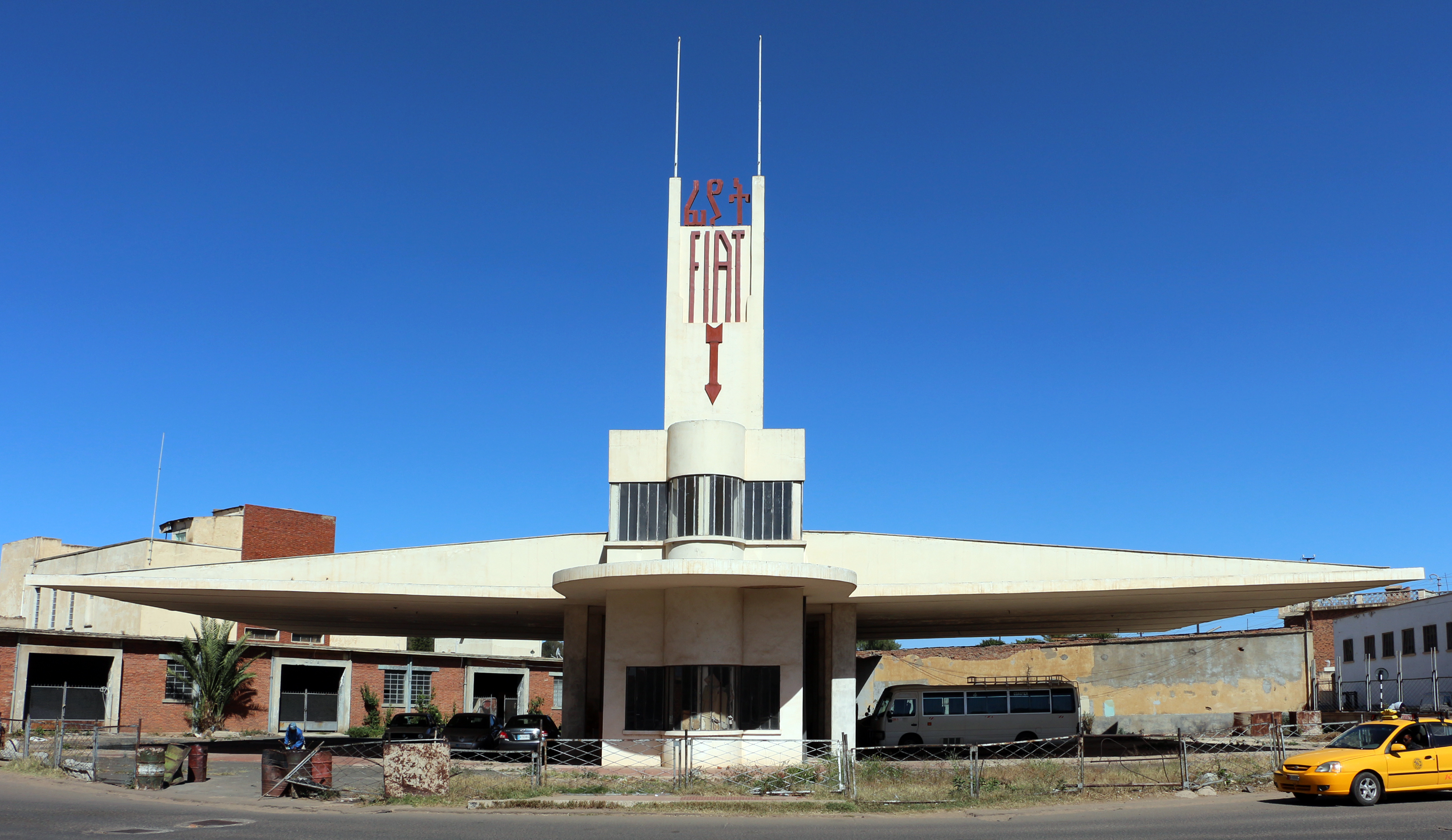
La "Fiat Tagliero", stazione di servizio in stile futurista, costruita ad Asmara nel 1938

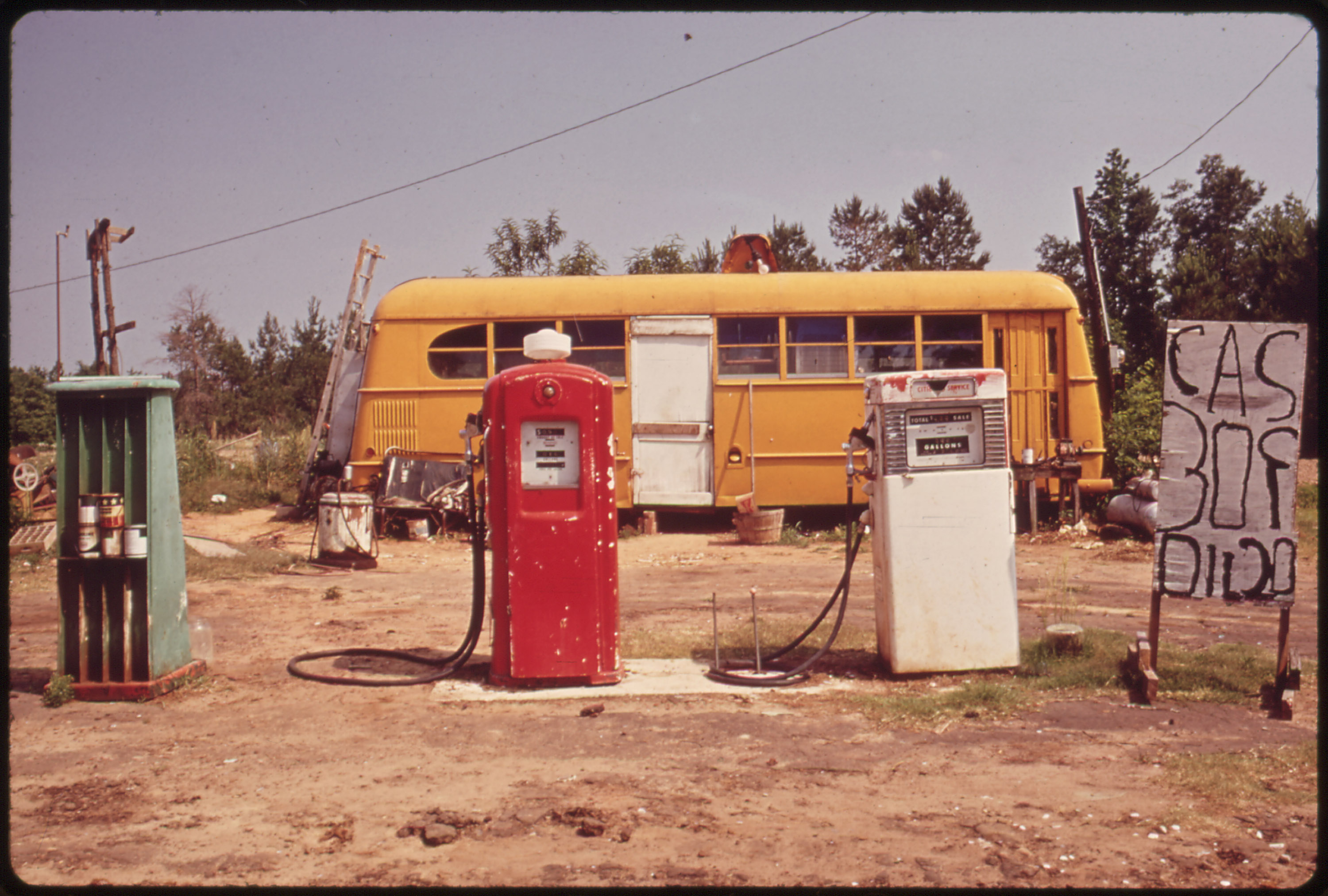
Punto di rifornimento isolato in Texas, 1972

Le prime stazioni di servizio propriamente dette iniziano a diffondersi durante i primi decenni del Novecento, ma vi erano alcuni esempi di postazioni di rifornimento funzionanti prima dell'inizio del secolo.
In precedenza, durante i primi anni di diffusione dei veicoli con motore a combustione interna, i carburanti erano infatti venduti in confezioni sigillate nelle drogherie, nelle farmacie ed in altri negozi generici.
La nascita della stazione di servizio segue quindi di poco l'invenzione dei primi erogatori (1885), dispositivi in grado di sollevare il prodotto petrolifero dal serbatoio interrato nel quale è stoccato e pomparlo attraverso una tubazione flessibile ed una pistola erogatrice sino al serbatoio dell'autoveicolo da rifornire.
Nel 1905, Harry Grenner e Clem Laessing fondarono a St. Louise la Automobile Gasoline Company, dotata di attrezzature appositamente pensate per le automobili. Si trattava della prima "filling station" (stazione di rifornimento), antesignana delle moderne stazioni di servizio.
L'utilizzo di appositi erogatori, in particolare, si diffuse a partire dal 1910, quando empori, drogherie e altri esercizi, che spesso vendevano già benzina nelle latte, adottarono questi macchinari. Sempre in quel periodo, iniziò l'espansione delle reti di vendita delle varie compagnie petrolifere, in particolar modo della potente Standard Oil.
Sempre nel 1910 furono introdotte le cisterne di benzina sotterranee.
La prima stazione di servizio moderna, intesa come luogo specificamente pensato per il rifornimento e l'assistenza alle automobili, fu probabilmente aperta a Pittsburgh nel 1913 dalla Gulf, anche se precedenti esperienze si verificarono forse a Seattle e a St. Louise nel 1907 e 1909. Ben presto, alla sola vendita di carburante si aggiunsero ulteriori servizi come il cambio dell’olio, il controllo dell'acqua, il gonfiaggio degli pneumatici, la sostituzione di filtri, candele e batteria, in alcuni casi anche il lavaggio. Con il crescere delle operazioni svolte nell'impianto, si sviluppò anche una maggiore attenzione verso il cliente, con la creazioni di locali dedicati a bar, sala d’attesa e servizi igienici. L'ampliamento dei servizi offerti era determinato anche da esigenze economiche, allo scopo di rendere sostenibile un'attività che, se limitata alla sola vendita di carburanti, sarebbe stata poco redditizia.
Le prime stazioni di servizio presentavano caratteristiche molto differenziate tra loro e lasciavano quindi molto spazio alla creatività dei progettisti che in questo modo hanno realizzato alcuni esempi significativi di una vera e propria architettura specifica, accompagnata da una crescente sensibilità estetica anche per le forme di attrezzature e distributori, che a partire dalla fine degli anni '20 divennero elettrici, sostituendo le vecchie pompe manuali. Nello stesso decennio, le compagnie petrolifere iniziarono a perfezionare le loro strategie di marketing, costruendosi un'identità che si rispecchiava anche in alcuni elementi ricorrenti nelle rispettive stazioni di servizio. A questo scopo, iniziarono inoltre a diffondersi i globi luminosi posizionati al di sopra dei distributori, che con colori sgargianti e sigle accattivanti si proponevano di fidelizzare gli automobilisti ai nascenti marchi petroliferi. Crescente importanza iniziarono inoltre ad assumere gadget e omaggi realizzati dalle società petrolifere e regalate dalle compagnie stesse o dai singoli gestori.
Nello stesso decennio, perlomeno negli Stati Uniti, le pompe di benzina tesero a scomparire dagli esercizi generici, concentrandosi nelle sole aree di servizio e nelle officine.
A partire dalla metà del XX secolo, iniziarono a diffondersi attrezzature per il rifornimento self-service, che ha conosciuto una crescente popolarità. In alcuni paesi, conobbero inoltre una rinnovata popolarità i negozi annessi alle stazioni di servizio, che in alcuni casi divennero dei veri e propri mini-market completi di generi di prima necessità. Il modello di stazione di servizio come luogo in cui usufruire di servizi accessori, tuttavia, non risulta popolare ovunque; se ha conosciuto un grande sviluppo negli USA, grazie anche alle aperture dei negozi annessi h24, in altri paesi come l'Italia questo tipo di attività sono rimaste assai marginali.
Nel corso del tempo, con la progressiva razionalizzazione delle reti di distribuzione e della conseguente riduzione del loro numero, si è assistito ad una sempre più spiccata standardizzazione della stazione di servizio e delle sue attrezzature, che nel caso di alcune grandi compagnie petrolifere multinazionali utilizzano gli stessi elementi tecnici e di comunicazione pubblicitaria in tutti i continenti.
Le problematiche derivanti dall'impatto ambientale dei carburanti ottenuti dagli idrocarburi hanno portato alcune imprese italiane a creare degli impianti di distribuzione unicamente di carburanti eco sostenibili. Nel 2014, ad esempio, fu inaugurata a Garbagnate Milanese la prima stazione di servizio in Italia senza benzina, ma esclusivamente con metano, GPL e ricarica elettrica rapida.

## Servizi offerti
Accanto alla erogazione di carburanti, che possono essere liquidi come la benzina e il gasolio o gassosi come GPL, metano o idrogeno, vi possono trovare posto altri servizi quali officine, autolavaggi, negozi, bar, ristoranti, stampa quotidiana e periodica.

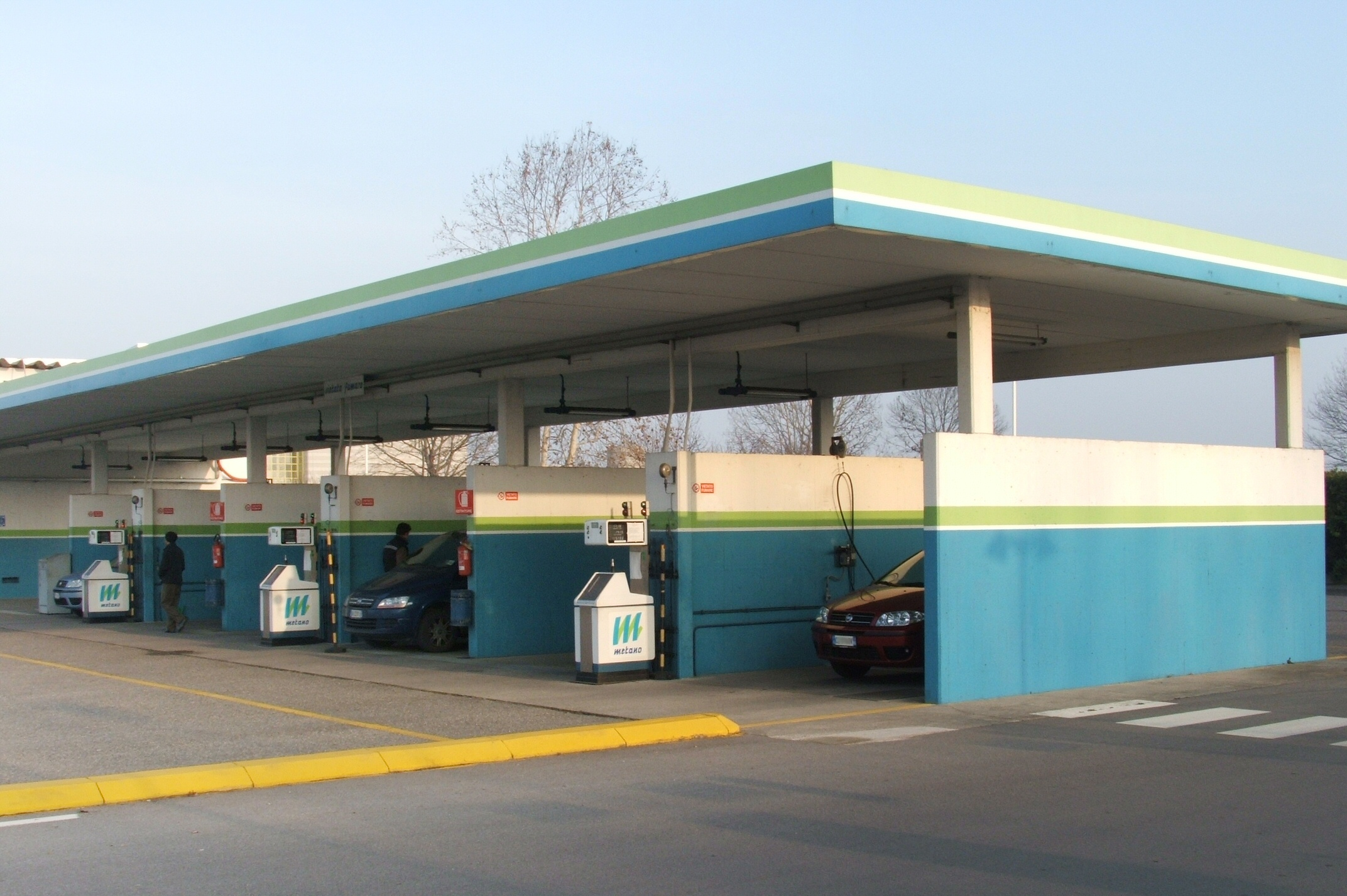
Un grosso complesso di distributori di metano in Italia; la diffusione di distributori per veicoli ad alimentazione alternativa è in continuo aumento

## Nel mondo

### Italia
Attualmente in Italia esistono oltre 22.600 impianti di distribuzione dislocati tra strade e autostrade (queste ultime vengono meglio definite come area di servizio), e un totale di circa 240 marchi ufficiali di distribuzione oltre agli impianti senza marchio. Il loro erogato medio, che è in progressivo aumento, è ancora inferiore alla media europea mentre il loro numero è tuttora in costante diminuzione.
In Italia, anche a seguito dell'impennata del costo del petrolio e della conseguente diminuzione dei consumi, è prevista da molti una crescita del livello di competitività tra i diversi punti vendita. Questo sta facendo sì che, accanto ai tradizionali impianti di proprietà o convenzionati con le società petrolifere vere e proprie, stiano consolidando la loro presenza sulle strade i punti vendita indipendenti o "bianchi", ovvero con marchio diverso da quello delle compagnie, o gestite direttamente dai gruppi che controllano la grande distribuzione commerciale. Gli impianti "bianchi", in particolare, hanno conosciuto una rapida diffusione a partire dal 2012.
Dopo alcune sentenze del Consiglio di Stato e ad alcune novità normative anche i generi di monopolio cominciano a trovare spazio presso le stazioni di servizio.